# Emil Friedrich Knoblauch
Emil Friedrich Knoblauch ( 1864 - 1936 ) fue un botánico, y ecólogo alemán. En el Herbario de plantas vasculares de Múnich, Baviera se hallan duplicados de sus colecciones botánicas.

## Algunas publicaciones

### Libros
- eugenius Warming, paul Graebner, emil friedrich Knoblauch. 1933. Eug. Warming's Lehrbuch der ökologischen Pflanzengeographie. 1.157 pp.
- eugenius Warming, emil friedrich Knoblauch. 1904. A handbook of systematic botany. Ed. S. Sonnenschein. 620 pp. Reeditó General Books LLC, 2010. 402 pp. ISBN	115338146X
- --------------------, --------------------. 1896. Lehrbuch der ökologischen Pflanzengeographie. Ed. Borntraeger. 412 pp.
- --------------------, --------------------. 1890. Handbuch der systematischen botanik. Ed. Borntraeger (E.Eggers). 468 pp. Reimprimió BiblioBazaar, 2010. ISBN 1142421538
- emil friedrich Knoblauch. 1888. Anatomie des holzes der laurineen. Ed. F.H. Neubauer. 66 pp.

- La abreviatura «Knobl.» se emplea para indicar a Emil Friedrich Knoblauch como autoridad en la descripción y clasificación científica de los vegetales.[2]